# دولوريس ديل ريو
دولوريس ديل ريو (بالإسبانية: Dolores del Rio)‏ ممثلة مكسيكية شهرتها لوليتا. حصلت على جائزة سيلفر أريل المكسيكية ثلاث مرات في أعوام 1954,1952,1946 وجائزة سيلفر جوديس الخاصة اعوام 1975,1965 ونجمة على ممشى المشاهير عام 1960. وهي أول نجمة سينمائية مكسيكية تنال العالمية، وكان ذلك من خلال فيلم ماريا كانديلاريا وهو أول فيلم المكسيكي يتم عرضه في مهرجان كان السينمائي الدولي، حيث فاز بالجائزة الكبرى (التي تعرف الآن باسم السعفة الذهبية) ليصبح أول فيلم من أمريكا اللاتينية يحصل على الجائزة.

## المولد والنشأة
ولدت في دورانجو بالمكسيك في 3 أغسطس من عام 1904 من عائلية أرستقراطية في دورانجو، فقدت كل مالديها في الثورة المكسيكية عام 1916 فرحلت وأهلها لمدينة المكسيك. وفي عام 1922 تزوجت كاتب السيناريو المكسيكى جايمي ديل ريو وكان له عدد من الأصدقاء في هوليوود حيث انتقلوا إلى هناك وإنطلقا في عالم السينما.

## مسيرتها الفنية
كانت أول اعمالها فيلم جوانا عام 1925 لتحقق نجاحا وارتفعت مسيرتها حتى جاءت السينما الناطقة عام 1928 وتواصل نجاحها. وفي عام 1930 تزوجت المخرج ومصمم الإنتاج الفنى في سيدريك جيبونس لتواصل عملها في هوليوود بنجاح. وفي عام 1942 عادت للمكسيك، لتبدأ رحلتها مع السينما المكسيكية وتصبح النجمة الأكثر شهرة في بلادها، وتصبح أحد المساهمين في العصر الذهبى للسينما المكسيكية، وتضمنت مسيرتها المسرح والسينما والتليفزيون. وكان اخر اعمالها أبناء سانشيز عام 1978 مع النجم انتونى كوين.

## روابط خارجية
- دولوريس ديل ريو على موقع IMDb (الإنجليزية)
- دولوريس ديل ريو على موقع ألو سيني (الفرنسية)
- دولوريس ديل ريو على موقع ميوزك برينز (الإنجليزية)
- دولوريس ديل ريو على موقع تيرنر كلاسيك موفيز (الإنجليزية)
- دولوريس ديل ريو على موقع أول موفي (الإنجليزية)
- دولوريس ديل ريو على موقع قاعدة بيانات الأفلام السويدية (السويدية)
- دولوريس ديل ريو على موقع إن إن دي بي (الإنجليزية)
- دولوريس ديل ريو على موقع ديسكوغز (الإنجليزية)
- دولوريس ديل ريو على موقع قاعدة بيانات الفيلم (الإنجليزية)
- دولوريس ديل ريو على موقع كينوبويسك (الروسية)